# Ottavio Vernizzi
Ottavio Vernizzi (27 novembre 1569 – 28 settembre 1649) è stato un compositore e organista italiano dell'epoca barocca.

## Biografia
Ottavio Vernizzi era figlio di Flaminia e Pier Giacomo Invernizzi, un bidello del Collegio degli Artisti. Fu secondo organista nella basilica di S. Petronio dal 1596. Nel 1626 divenne primo organista e mantenne l'incarico fino alla morte.

## Opere
La sua attività si svolse fino ad età avanzata. Scrisse per lo più musica sacra per voci ed organo, ma non tralasciò la monodia profana.
I suoi primi motetti seguono le forme della polifonia veneta; le raccolte seguenti, fino al 1612 danno più rilievo allo stile monodico; i suoi concerti del 1648 si ispirano a nuove concezioni stilistiche in cui l'organo diviene voce concertante.
I testi profani della età matura rappresentano personaggi mitologici dell'antica Grecia e del Rinascimento. Tali musiche non si sono peraltro conservate fino al nostro tempo.